# ليزلي ستيفنز
ليزلي ستيفنز (بالإنجليزية: Leslie Stevens)‏ هو كاتب سيناريو ومخرج أمريكي، ولد في 3 فبراير 1924 في واشنطن العاصمة في الولايات المتحدة، وتوفي في 24 أبريل 1998 في لوس أنجلوس في الولايات المتحدة.

## وصلات خارجية
- ليزلي ستيفنز على موقع IMDb (الإنجليزية)
- ليزلي ستيفنز على موقع ألو سيني (الفرنسية)
- ليزلي ستيفنز على موقع أول موفي (الإنجليزية)
- ليزلي ستيفنز على موقع قاعدة بيانات برودواي على الإنترنت (الإنجليزية)
- ليزلي ستيفنز على موقع قاعدة بيانات الأفلام السويدية (السويدية)
- ليزلي ستيفنز على موقع قاعدة بيانات الفيلم (الإنجليزية)
- ليزلي ستيفنز على موقع كينوبويسك (الروسية)